# Dichapetalum stuhlmannii
Dichapetalum stuhlmannii är en tvåhjärtbladig växtart som beskrevs av Adolf Engler. Dichapetalum stuhlmannii ingår i släktet Dichapetalum och familjen Dichapetalaceae. Inga underarter finns listade i Catalogue of Life.